# باشگاه ورزشی کووا دا پیه‌داد
باشگاه ورزشی کووا دا پیه‌داد (به پرتغالی: Clube Desportivo Cova da Piedade) یک باشگاه فوتبال است که در ناحیه کووا داپیده، شهرداری آلمادای پرتغال تأسیس شده است. این باشگاه با بلننسش ادغام شد تا موقعیت خود را در سطح سوم فوتبال پرتغال حفظ کند اما مجوز اعطا نشد و به مسابقات قهرمانی منطقه سقوط کرد.

## تاریخچه
باشگاه ورزشی کووا دا پیه‌داد در ۲۸ ژانویه ۱۹۴۷، از ادغام دو باشگاه 
فوتبال پیادنسه (به پرتغالی: União Piedense Futebol Clube)، و باشگاه ورزشی پیادنسه (به پرتغالی: Sporting Clube Piedense)، تأسیس شد.

### صعود به لیگاپرو
در ۳۰ آوریل ۲۰۱۶، کووا دا پیه‌داد برای اولین بار به دسته دوم حرفه‌ای صعود کرد. پس از پیروزی ۲–۱ مقابل آنگرنسه، دو هفته قبل از پایان فصل، مقام اول آنها تثبیت شد. آنها در ۵ ژوئن ۲۰۱۶، با شکست دادن قهرمان منطقه شمالی، ویزلا، عنوان قهرمانی دسته سوم را از آن خود کردند.

### سقوط به لیگ ۳
کووا دا پیه‌داد نتوانست مدارک مجوز معتبر برای رقابت در فصل ۲۲–۲۰۲۱ لیگا پرتغال ۲ را ارائه دهد، بنابراین توسط لیگ حرفه‌ای فوتبال پرتغال با سقوط مستقیم به لیگا ۳ مجازات شد.

### ادغام با بلننسش
در ۷ مارس ۲۰۲۳، هیئت مدیره کووا دا پیه‌داد و باشگاه فوتبال بلننسش (شاخه‌ای از باشگاه فوتبال بلننسس) ادغام خود را اعلام کردند و جایگاه بلننسش در لیگ را به دست گرفتند، در حالی که نام و امکانات کووا دا پیه‌داد را حفظ کردند. کووا دا پیه‌داد از زمان اخراج از لیگا پرتغال ۲ در سال ۲۰۲۱ در لیگ مهمی بازی نکرده بود، در حالی که بلننسش ورزشگاه ملی لیسبون را از ایالت اجاره کرده بود و از امکانات دور برای تمرین استفاده می‌کرد. در ماه ژوئن، بلننسش پس از شکست ۲–۱ در پلی‌آف مقابل باشگاه فوتبال لانک ویلاوردنسه از دسته دوم سقوط کرد، به این معنی که باشگاه ادغام شده در لیگا ۳ شروع به کار خواهد کرد.

## ورزشگاه
کووا دا پیداد مسابقات خود را در ورزشگاه مونیسیپال ژوزه مارتینش ویرا (که به نام رئیس سابق شهرداری آلمادا نامگذاری شده است) برگزار می‌کند و ظرفیت ۳٬۰۰۰ تماشاگر را دارد. این ورزشگاه دارای چمن طبیعی است.

## افتخارات
- کامپیوناتو پرتغال: ۱
  - قهرمان: ۱۶–۲۰۱۵
- ترسیرا دیویزاو: ۲
  - ۴۸–۱۹۴۷، ۷۱–۱۹۷۰